# オイスター・ロックフェラー

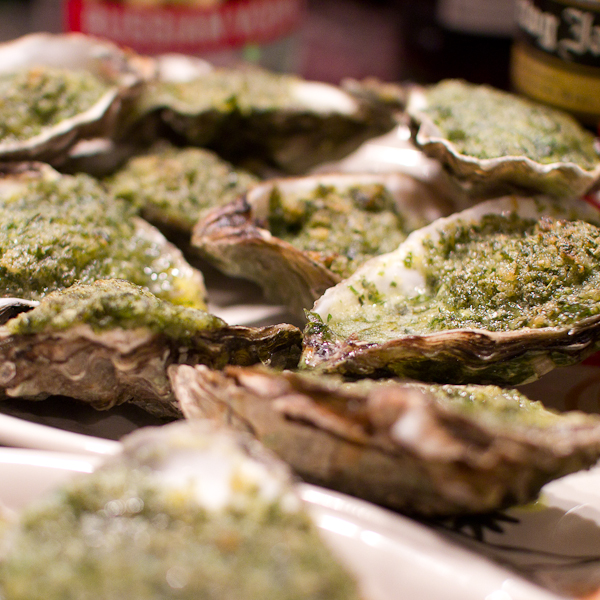
オイスター・ロックフェラー

オイスター・ロックフェラー（英語: Oysters Rockefeller）は殻付きのカキの上に、パセリやグリーンハーブなどの様々な緑色野菜、バターソースやパン粉をのせて焼く、もしくはグリルした料理である。

## 歴史

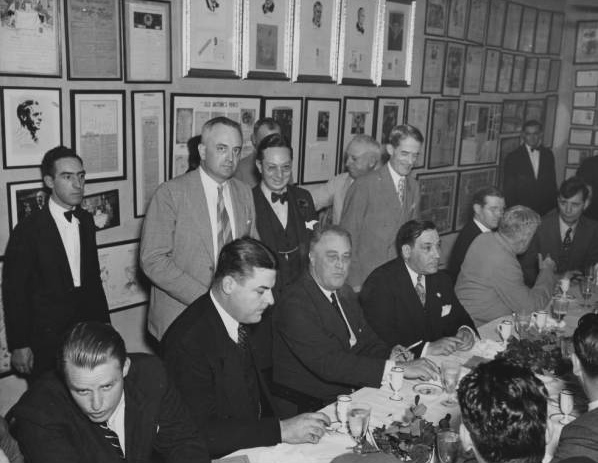
アメリカ合衆国大統領のフランクリン・ルーズベルトが1937年にAntoine'sを訪れオイスター・ロックフェラーを食する様子。 ニューオーリンズ市長のRobert Maestriは大統領に対し、"How you like dem erstas?"とニューオーリンズ方言で尋ねたことが新聞の報道によりわかっている。

オイスター・ロックフェラーはニューオーリンズのレストラン、アントワーヌズ（Antoine's）で初めて創作された料理である。Antoine'sは1840年にAntoine Alciatoreによって創設された店で、彼はニューヨークで二年の修業の後、ニューオーリンズに自分の店を開業した。この店は地域最古の家族経営のレストランとされている。オイスター・ロックフェラーは1899年に、創業者の息子であったJules Alciatoreにより生み出された料理である。
オイスター・ロックフェラーという料理名は豊か（リッチ）なソースを当時最大の富豪であったジョン・ロックフェラーになぞらえて名付けられたものである。Antoine'sオリジナルのレシピは公開されていないが、ソースはホウレンソウを始めとする様々な緑色の野菜をピューレにして作られていることが知られている。殻付きのカキにソースを掛けてパン粉をまぶし、焼くもしくはグリルして作る。Jules Alciatoreはエスカルゴの不足という事態に直面した際、エスカルゴの代わりにニューオーリンズ付近でとれるカキを使用してオイスター・ロックフェラーを生み出したとされる。Antoine'sは1899年以降、オリジナルレシピはそのままに現在でもオイスター・ロックフェラーを提供し続けている。Antoine'sではおよそ50万回の注文を受け、300万皿のオイスター・ロックフェラーをこれまで提供している。
ニューオーリンズの多くのレストランがオイスター・ロックフェラーの生みの親を自称しているが、Antoine'sはレシピを忠実に再現することに成功している店は一つとしてないと主張している。ニューオーリンズでは、Antoine'sの代名詞ともいえるオイスター・ロックフェラーの名声にあやかろうとオイスター・ロックフェラーを模倣した料理が大量に出まわっているが、オイスター・ロックフェラーのレシピは生みの親であるJules Alciatoreから彼の子孫へと受け継がれており、彼の家族以外の者へと伝えられたことが無いため、競合するレストランはレシピを独自に模索して調理するしかない状況にある。
フード・ネットワークの放映番組であり、アルトン・ブラウンが出演するGood Eatsでは、"Shell Game"と題したエピソードの中で、Jules Alciatoreはオリジナルレシピを墓にまで持って行ったため、今日存在しているいかなるレシピもオリジナルレシピで作られた料理を参考にした単なる模倣品に過ぎないと述べている。現代において作られているオイスター・ロックフェラーの多くはオリジナルレシピの特徴であった緑色という点はホウレンソウを使用することで比較的容易に達成しているものの、Antoine'sのレシピで生み出される味わいを正しく再現している料理はほとんどないと言われている。 Antoine'sのシェフは本物のレシピにほうれん草が含まれていることを繰り返し否定している。ウィリアム・パウンドストーンにより1989年に出版された料理分析書、Bigger Secretsでは、オリジナルレシピで使用されていた材料はパセリ、ピューレ状にしたセロリ、ワケギ、もしくはチャイブ（food labでは判別不能）、オリーブオイル、そしてケッパーであったと述べられている。
ルイジアナ出身の料理研究家であるMalcolm Hébertもまた、オリジナルレシピではホウレンソウを使用していないと述べている。彼は著書の中で若干異なるバージョンのレシピを示しており、何よりも重要な材料としてHerbsaint（もしくはペルノーで代用）を挙げている。Herbsaintは1935年に初めて生み出されたリキュールであるため、1899年当時のレシピにHerbsaintが入っていた可能性はない。しかし、ペルノー・フィスはオイスター・ロックフェラーが創作された年代を容易に上回る。1899年に生み出されたレシピでは実際にはアブサンが含まれており、後に代用品としてHerbsaintが使用されるようになった。